# 切爾登區

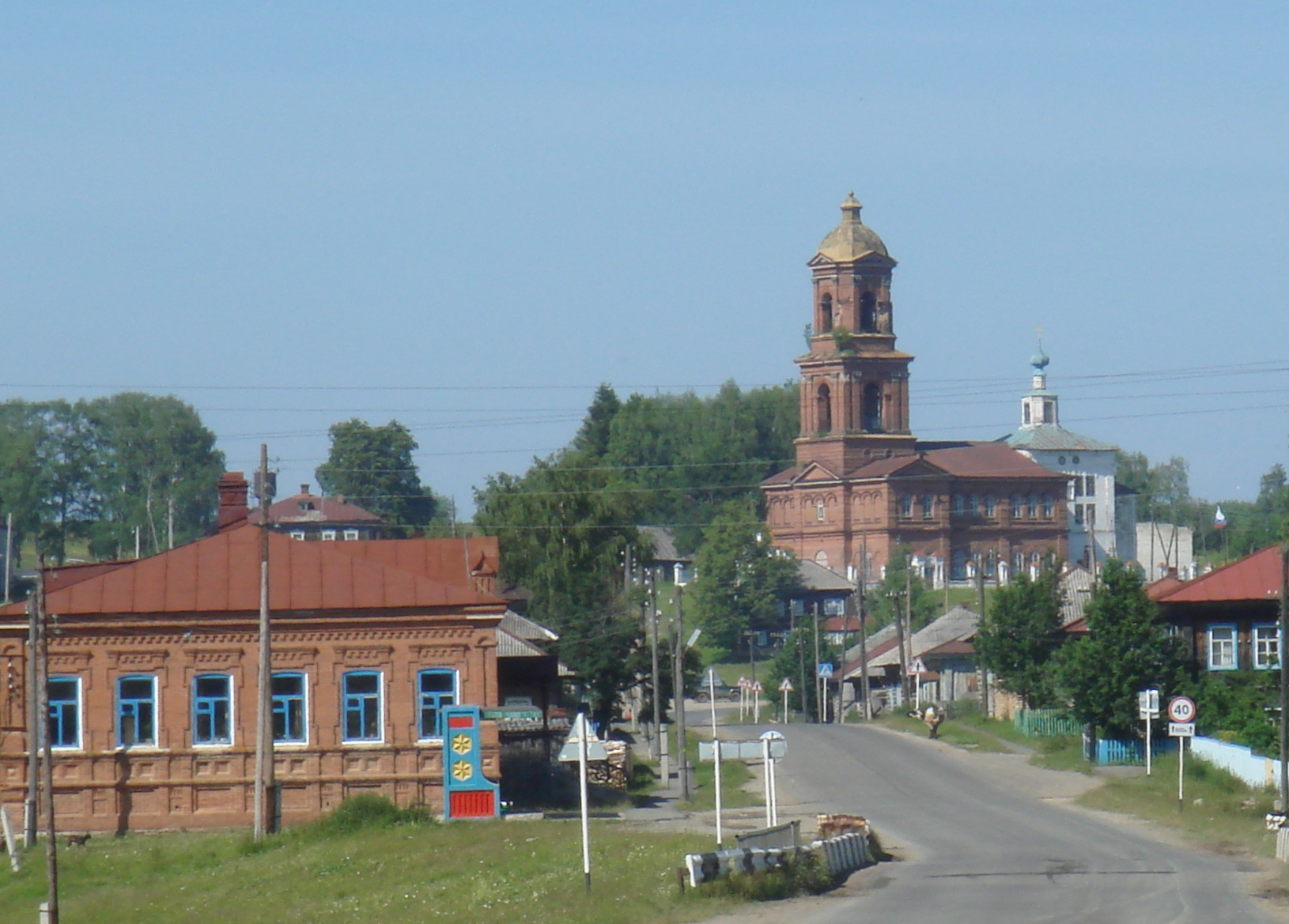

60°49′48″N 56°28′59″E / 60.830°N 56.483°E
切爾登區（俄语：Чердынский район），是俄羅斯的一個區，位於該國中西部，由彼爾姆邊疆區負責管轄，始建於1924年，面積20,872平方公里，2010年人口24,568，人口密度每平方公里1.18人。